# Altenmarkt an der Alz
Altenmarkt an der Alz település Németországban, azon belül Bajorországban. Lakosainak száma 4273 fő (2023. december 31.).

## Népesség
A település népessége az elmúlt években az alábbi módon változott:
| Lakosok száma | 926  | 2537 | 3231 | 3151 | 4171 | 4080 | 4213 | 4206 | 4162 | 4273 |
|               | 1875 | 1950 | 1975 | 1987 | 2012 | 2014 | 2016 | 2017 | 2021 | 2023 |

## Fekvése
Wasserburg am Inntől délkeletre, az Alz és a Traun folyók összefolyásánál fekvő település.